# Christiana Carteaux Bannister
Pour les articles homonymes, voir Carteaux et Bannister.
Christiana Carteaux Bannister (1819-1903) est une entrepreneuse et une activiste américaine qui a notamment lutté en faveur de l'abolition de l'esclavage.

## Biographie

### Enfance et formation
Christiana Carteaux Bannister naît sous le nom de Christiana Babcock en 1819 à North Kingston, dans l’État de Rhode Island (États-Unis). Elle est la fille de parents dont l'un est Afro-américain et l'autre est un Narragansetts. Elle est la descendante d'Africains mis en esclavage qui ont travaillé dans les plantations de South County, dans l'État de Rhode Island, durant le XVIIIe siècle. Jeune femme, elle s'installe à Boston où elle travaille comme perruquière et coiffeuse.

### Mariages
Son premier mariage est avec Desiline Carteaux, un marchand de vêtements ; son mari était pensé d'origine caribéenne. Ce mariage ne dure pas.
En 1853, Christiana et Edward Mitchell Bannister (1828-1901) se rencontrent quand celui-ci postule pour un travail de barbier dans le salon de coiffure de Christiana à Boston. Ils se marient le 10 juin 1857. Edward Mitchell Bannister deviendra l'un des artistes afro-américains les plus importants grâce à l'aide financière et au soutien émotionnel de son épouse ; lui-même attribuera une grande partie de son succès à Christiana pour son œil critique et son sens des affaires,,. En 1869, les époux Bannister emménagent à Providence (capitale de l’État de Rhode Island) et Christiana poursuit son travail de coiffeuse aussi bien que son activisme.

### Entrepreneuse dans la coiffure
Jeune femme, Christiana emménage à Boston où elle commence sa carrière professionnelle comme perruquière. Elle est connue professionnellement en tant que « Madame Carteaux, Women's Hairdresser and Wigmaker » (Madame Carteaux, coiffeuse et perruquière). Elle est une entrepreneuse à succès et se désigne elle-même comme « hair doctress » (docteure en cheveux), générant des revenus en coiffant et en vendant ses propres produits capillaires. De 1847 à 1871, elle a tenu plusieurs salons à Boston, comprenant Cambridge, Boston et Winter Streets. Quand elle et Edward Bannister emménagent à Providence, elle ouvre un nouveau salon de coiffure dans cette ville.

### Militante pour l'abolition de l'esclavage
À Boston, les époux Bannister vivent et travaillent avec Lewis Hayden et participent au Boston Underground Railroad — c'est-à-dire le Chemin de fer clandestin, réseau de routes clandestines utilisées par les esclaves afro-américains afin de se réfugier au-delà de la ligne Mason-Dixon et jusqu'au Canada. Les salons de coiffure du couple Bannister sont lieux de rencontre populaires pour les abolitionnistes afro-américains et blancs.

### Autres domaines d'activisme
Pendant la guerre de Sécession, Christiana Carteaux Bannister est une avocate pour le paiement égal des soldats afro-américains. En novembre 1864, elle organise une foire parrainée par la Boston Coloured Ladies Sanitary Commission au bénéfice des régiments afro-américains, les 54e régiments d'infanterie du Massachusetts, ainsi que le 5e régiment de cavalerie du Massachusetts, qui servent pendant un an et demi sans salaire plutôt que d'accepter moins que ce que le les soldats blancs ont été payés.
À Providence, Christiana Carteaux Bannister fonde le Foyer pour femmes de couleur âgées (Home for Aged Colored Women) quand elle apprend les luttes des femmes afro-américaines qui avaient travaillé comme domestiques mais étaient trop âgées pour travailler et devenaient souvent des sans-abri. Celle-ci déménagea de Transit Street à Dodge Street et fut renommée Bannister House, Inc.

### Mort
Malgré son succès dans sa vie professionnelle, Christiana Carteaux Bannister meurt en janvier 1903 avec peu d'argent. Bien qu'elle ait été admise dans le Foyer pour femmes de couleur âgées en septembre 1902, elle aurait vécu avec une maladie mentale et aurait été transférée à l'asile Howard. À sa mort, elle a été inhumée à côté de son mari, décédé en janvier 1901 lors d'une réunion de prière à l'église ; elle n'a pas de pierre tombale.

## Héritage
Des années après sa mort, Christiana Carteaux Bannister a commencé à recevoir une plus grande reconnaissance publique pour ses contributions à la société et à l'histoire des Noirs. Un buste en bronze d'elle, basé sur un portrait peint par son époux Edward, a été placé au Capitole de l'Etat de Rhode Island en décembre 2002. Bannister a ensuite été intronisée au Temple de la renommée du patrimoine du Rhode Island en 2003.